# Tánima Rubalcaba
Tanima Rubalcaba Cantón es una futbolista mexicana que jugó de mediocampista. Aunque fue convocada a participar en la Copa Mundial Femenina de Fútbol de 1999, no tuvo participación alguna en los partidos.  Posteriormente participó en los Juegos Panamericanos Winnipeg 1999 siendo titular y congratulándose junto con sus compañeras con la medalla de plata, al perder 1-0 contras el equipo de los Estados Unidos.  Su última participación con la selección femenil fue durante la Universiada de Beijing en el 2000.  

## Participaciones en Copas del Mundo
| Mundial                                 | Sede           | Resultado    | Partidos | Goles |
| --------------------------------------- | -------------- | ------------ | -------- | ----- |
| Copa Mundial Femenina de Fútbol de 1999 | Estados Unidos | Primera fase | 0        | 0     |